# Araiopogon cyanogaster
Araiopogon cyanogaster är en tvåvingeart som först beskrevs av Friedrich Hermann Loew 1851.  Araiopogon cyanogaster ingår i släktet Araiopogon och familjen rovflugor. Inga underarter finns listade i Catalogue of Life.